# Mercedes Moll de Miguel
María Mercedes Moll de Miguel (Madrid, 4 de febrer de 1940) és una empresària i política espanyola (UCD).

## Biografia
És la segona dels nou fills del coronel d'Intendència Sebastián Moll Carbó i de María del Carmen de Miguel Mayoral. Entre els seus germans, destaca el conegut editor Francisco Javier Moll de Miguel, president de Prensa Ibérica.
Després d'estudiar en el Col·legi del Sagrat Cor de la Bonanova, cursa estudis de Magisteri i es diploma en pedagogia terapèutica. Viatja a Barcelona on cursa estudis d'infermeria en el Hospital Militar. Contreu matrimoni en la mateixa ciutat el 15 de gener de 1962 amb el comandant mèdic César de Requesens Manterola. Posteriorment es traslladen a Melilla, ciutat on neixen els seus fills Ana María, María Cristina, César Javier i Ignacio Cristóbal.
En 1967 la família es trasllada a Sevilla a causa de la destinació de César de Requesens per a ocupar el lloc de Cirurgià a l'Hospital Militar de Sevilla.
El 24 de juny de 1968 mor César de Requesens Manterola. Sent vídua als 28 anys s'instal·la juntament amb els seus fills en Granada, localitat on li és concedida una expenedoria de tabacs i, posteriorment, l'administració de loteries número 18 de Granada. Integrada en la vida social de la ciutat, fongui l'Associació de Dones Empresàries de Granada, significant-se com una dinàmica i emprenedora dona involucrada en causes socials (Creu Roja, Associació de Vídues de Granada, Coto Lengo).
Arribada la democràcia, en les eleccions constituents de 1977 és triada per la circumscripció de Granada en la llista d'Unió de Centre Democràtic encapçalada per Federico Mayor Zaragoza, sent una de les 27 dones signants de la Constitució Espanyola en la Legislatura Constituent (vegeu el documental Las constituyentes). Continua la seva tasca política en Madrid fins a l'any 1979, com a assessora dels ministres de Cultura, Manuel Clavero Arévalo, i del ministre Juan Rovira Tarazona (UCD) en el govern de Adolfo Suárez UCD.
És elegida com a vicepresidenta de la Confederació Granadina d'Empresaris en 1986 així com Membre del Ple en la Cambra de Comerç rebent d'aquesta la Medalla del Centenari, sent la primera dona pertanyent a aquest organisme en Andalusia i tercera d'Espanya. En 1993 és elegida Presidenta Nacional de la Federació d'Associacions de Loteries exercint aquest càrrec fins a 1997.
L'any 2004 li és concedida la Medalla de Plata de la Confederació Granadina d'Empresaris i Cambra de Comerç.
En 2009 crea conjuntament l'Associació de Dones Professionals Fonta Granada i el 2010 el Club de la Constitución on és elegida Presidenta Honorífica en 2014, el mateix any en què és nomenada membre del Consell Social de la Universitat de Granada (a proposta del Parlament d'Andalusia).

## Històric[5]
- Membre de la Junta Preautonòmica d'Andalusia (1977).
- Diputada Constituent per Granada (1977).
- Vicepresidenta d'Andalusia per Unió de Centre Democràtic (1977).
- Vocal Nacional del Consell Superior de Menors (1977).
- Vocal de la Comissió de Defensa des del 11/11/1977 al 02/01/1979.
- Vicepresidenta Segona de la Comissió de Justícia des del 18/01/1978 al 02/01/1979.
- Vicepresidenta Segona de la Comissió de Presidència des del 15/11/1977 al 02/01/1979.
- Vocal de la Comissió de Peticions des del 15/11/1977 al 02/01/1979.
- Membre del Consell Rector de Televisió Espanyola (1978).
- Vocal de la Comissió de Recerca de Situació dels Establiments Penitenciaris des del 21/12/1977 al 02/01/1979.
- Assessora del Ministre de Cultura (1979).
- Assessora del Ministre de Sanitat (1980-1981).
- Presidenta Nacional de la Federació d'Associacions de Loteries (1993-1997).
- Vicepresidenta de la Confederació Granadina d'Empresaris (1989-1993).
- Vocal del Comitè Executiu i Ple de la Cambra de Comerç de Granada (1982-2005).
- Presidenta Fundadora de l0Associació Granadina d'Empresàries (1973-2003).
- Presidenta de Associació de Vídues de Granada (1983-2003).
- Presidenta Fundadora de la Fundació Gaudium (1997-2002).
- Presidenta Provincial de la Federació Granadina de Dones Empresàries (1999-2005).
- Presidenta Fundadora de Zonta Granada[6] (2008).
- Membre Honorífic del Club Zonta Andalucía Granada.
- Vicepresidenta Fundadora del Club de la Constitución de Granada (2009).

## Premios y reconocimientos
- Orde del Mèrit Constitucional (1978). Reconeixement per la seva tasca en la Constitució de 1978.
- Medalla de Plata de la Cambra de Comerç de Granada (1986). Reconeixement per la seva activitat extraordinària en l'exercici empresarial.
- Medalla de Plata de la Confederació Granadina d'Empresàries (2002). Reconeixement al foment de la igualtat d'oportunitats i entitats enfocades al suport per a dones en el sector empresarial.
- Medalla d'Or al Mèrit de la Ciutat de Granada (Ajuntament de Granada, 2007).[7] Premi al mèrit civil per trajectòria extraordinària a la ciutat de Granada tant en l'àmbit polític com empresarial.
- Mèrit Constitucional del Consorci del Segon Centenari de la Constitució de Cadis de 1812 (2012).
- I Premi Mariana Pineda a la igualtat entre homes i dones juntament amb Antonina Rodrigo, María Izquierdo Rojo, Ángeles de la Plata Martín, (Regidoria d'Igualtat, 2013).[8] Reconeixement per ser una de les dues primeres diputades granadines en les Corts Generals constituents de la democràcia de 1977.
- Guardonada per la Comissió d'Honors i Distinció de la Diputació de Granada amb la Granada Coronada. (2015)